# Cydistomyia hyperythrea
Cydistomyia hyperythrea är en tvåvingeart som beskrevs av Jacques-Marie-Frangile Bigot 1892. Cydistomyia hyperythrea ingår i släktet Cydistomyia och familjen bromsar. Inga underarter finns listade i Catalogue of Life.